# Opal Tometi
Opal Tometi (Phoenix, Arizona, 15 d'agost de 1984) és una activista dels drets humans, escriptora, estratega i organitzadora comunitària nigeriano-estatunidenca. Va cofundar, amb Alicia Garza i
Patrisse Cullors, el moviment antiracista Black Lives Matter i durant 8 anys va ocupar el càrrec de Directora Executiva de l'organització estatunidenca l'Aliança Negra per a la Immigració Justa (BAJI) quan només tenia 27 anys, essent la primera dona a dirigir-la.
El 23 de setembre de 2020, Tometi va ser inclosa a la llista de les 100 persones més influents del 2020 elaborada per la revista Time i dos mesos després, el 23 de novembre, l'activista va figurar a la llista de les 100 dones més influents de l'any que publica la BBC anualment.

## Biografia
Opal Tometi va néixer a Phoenix el 15 d'agost de 1984 al si d'una família d'immigrants nigerians. No es va adonar que els seus pares eren indocumentats fins que va arribar a l'adolescència. El 2005 es va graduar en Història a la Universitat d'Arizona on va obtenir un màster en Comunicació i Defensa a la Universitat Estatal d'Arizona. Més tard, el 7 de maig de 2016, obtingué el seu doctorat honoris causa en ciències per la Universitat de Clarkson. Durant la seva etapa universitària, Tometi va ser voluntària de la Unió Estatunidenca per les Llibertats Civils, una organització sense ànim de lucre que monitoritzava els intents d'expulsar els immigrants il·legals dels Estats Units.
Tometi va començar la seva trajectòria professional el 2006 fent màrqueting per a una cementera i dos anys després esdevingué especialista en relacions públiques. El 2009 anà treballar per a Witness, una empresa que, mitjançant l'ús de vídeo i diverses altres tecnologiess, va descobrir les violacions dels drets humans que cometien alguns vigilants antinmigració que actuaven a la frontera entre Arizona i Mèxic.
El 2011, Tometi començà a treballar per a l'Aliança Negra per a la Immigració Justa (en anglès: Black Alliance for Just Immigration, una entita que tracta de millorar la vida dels immigrants afroamericans, afrolatins, africans i caribenys. El gener de 2016, com a directora de comunicació i codirectora de l'organització, Tometi va organitzar a Miami la primera reunió per la immigració dirigida per persones negres. També va ser l'organitzadora de la primera sessió informativa del Congrés dels Estats Units sobre els immigrants negres que se celebrà a Washington D. C.. Més endavant, Opal Tometi esdevingué Directora Executiva de BAJI.
La militant va formar part de la campanya Drop the I-Word per tal de conscienciar sobre temes com la Gran migració afroamericana, el Moviment pels Drets Civils als Estats Units, i la diàspora africana. També va participar en la Black Organizing for Leadership and Dignity (BOLD) a fi de donar suport a la formació dels activistes negres.
Posteriorment va fundar la Black-Brown Coalition d'Arizona, una iniciativa que té com a objectiu d'impulsar l'excel·lència i l'equitat a l'àmbit educatiu entre la comunitat negra, mestissa i amb baixos ingressos, i pertany alhora a la junta directiva del Puente Human Rights Movement, una organització de Phoenix que mira de protegir els drets de la comunitat immigrant.

## Premis i guardons
El 2014, la revista estatunidenca Essence va considerar que Opal Tometi representava una nova generació de líders dels Drets civils ("a new leader of civil rights"), fent-se ressò de comentaris semblants escrits al Los Angeles Times el 2013.
El 2015, va entrar a la llista publicada per la revista The Root dels 100 africans-americans d'entre 25 i 45 anys que han reixit Aquell mateix any, el diari de Washington DC Politico va classificar Opal Tometi, Alicia Garza i Patrisse Cullors a la seva llista Politico 50 dels pensadors, activistes i visionaris que canvien la política estatunidenca.
El 2016, Tometi va rebre un Doctorat honoris causa de ciències de la Universitat Clarkson.
Li fou atorgat el 2017 el premi Letelier-Moffitt des Drets humans.
El 2018, Tometi va formar part de la llista del diari britànic The Guardian dels 200 líders que han perpetuat l'obra de l'escriptor abolicionista estatunidenc Frederick Douglass (The Frederick Douglass 200) a la categoria Abolicionistes.
Juntament amb les coautores Alicia Garza i Patrisse Khan-Cullors, el 2019, Tometi va rebre el premi literari PEN Oakland Josephine Miles per l'obra: When They Call You a Terrorist: A Black Lives Matter Memoir.